# Бабна Гора (Требнє)
Бабна Гора (словен. Babna Gora) — поселення в общині Требнє, регіон Південно-Східна Словенія, Словенія.